# Grua
Grua er en by i Lunner kommune i Innlandet fylke i Norge. Byen har 1.532 indbyggere per 1. januar 2016, og ligger omtrent seks kilometer sydøst for kommunecenteret Roa og ca. 54 kilometer nord for Oslo. Det er et gammelt grubeområde, deraf navnet.
Grua har to dagligvarebutikker, to frisørsaloner, tre bilforhandlere og en pub/bar. De har også en idrætsforening som hedder Grua UIL. Grua er en af de få byer i Lunner som har en lokal kirke, som blev bygget i 1924.
Store dele af Grua blev bygget i 1970erne og -80erne. I begyndelsen var det næsten bare bebyggelse omkring jernbanestationen. Det første massive boligområde blev bygget i 1980erne sammen med den nye skole.
Grua Station på Gjøvikbanen blev åbnet i 1901. Stationen ligger ved Hadelandsvegen og har adgang til tur- og skiløjper i Nordmarka.
Ved Grua ligger Østhagan landskapsvernområde med jerngrube som er nævnt første gang i 1538. I området findes også flere miner, kalkbrud og kalkovne. Området har rig kalkflora og interessant geologi.